# Jacob Herle
Jacob Herle (zumeist Jakob Herle; * 25. Juni 1885 in Erkelenz im Rheinland; † 8. September 1957 ebendort) war ein deutscher Wirtschaftsfunktionär. Er amtierte lange Jahre als Geschäftsführer des Reichsverbands der Deutschen Industrie. Während der NS-Diktatur war er als Abteilungsleiter der Haupttreuhandstelle Ost mitverantwortlich an der Plünderung der im September 1939 besetzten polnischen Gebiete beteiligt.

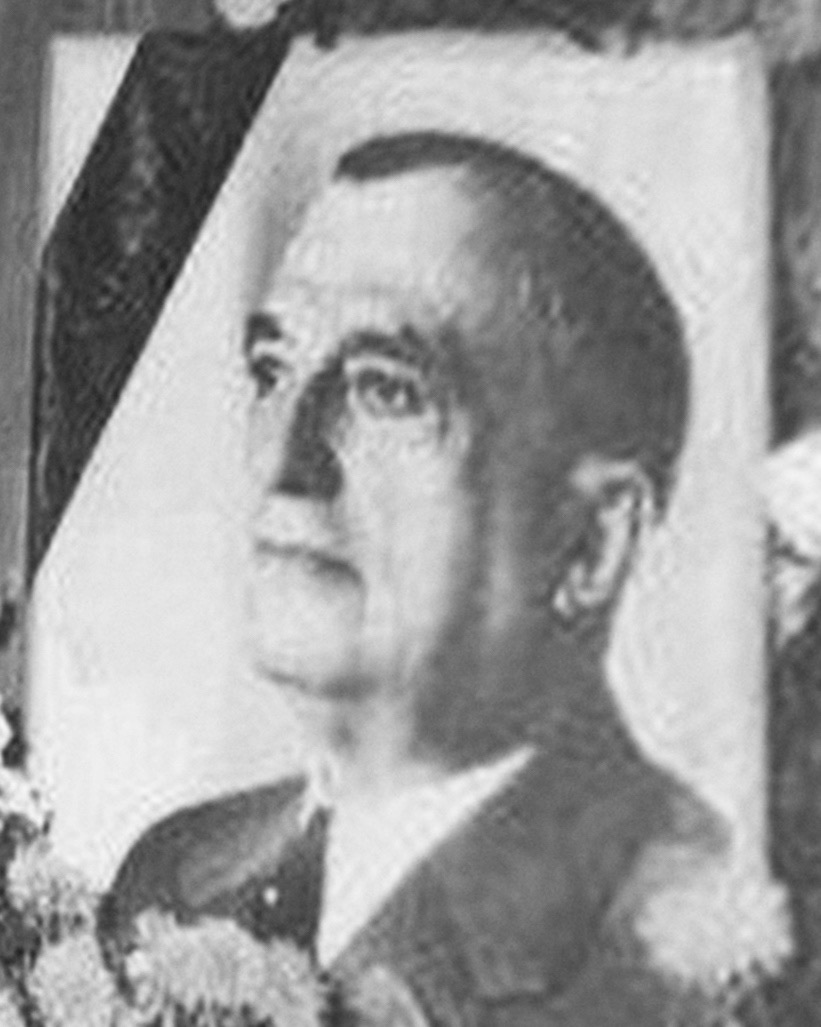
Dr. Jakob Herle, Portrait bei Trauerfeier, (1957)

## Leben und Tätigkeit

### Frühes Leben
Herle war der Sohn des Buchhändlers Bernhard Herle (1845–1898) und seiner Ehefrau Gertrud geb. Derichs (1846–1904). Er besuchte das humanistische Gymnasium in Rheydt und studierte anschließend Volkswirtschaft in Bonn, Berlin und Tübingen. Am 3. März 1910 wurde er in Tübingen mit einer von Robert Wildbrandt betreuten Arbeit zum Dr. rer. pol. promoviert.
Walther Herrmann zufolge war Herle schon als Student die „Gabe des humorvollen, optimistischen Schlichtens“ zu eigen, die „sein ganzes Lebenswerk“ gekennzeichnet habe.

### Tätigkeit von 1910 bis 1932
Von 1910 bis 1914 amtierte Herle als Geschäftsführer des Bundes der Industriellen. Diese Stellung erhielt er aufgrund seiner Verbindung mit dem späteren Reichskanzler und Außenminister Gustav Stresemann, der damals stellvertretender Präsident des Bundes war. Kurz nach Beginn des Ersten Weltkrieges schloss sich der Bund mit dem Centralverband deutscher Industrieller zusammen, und Herle amtierte von 1914 bis 1919 als Geschäftsführer des Kreisausschusses der Deutschen Industrie und der Deutschen Industrie-Rates. Zugleich war er Schriftleiter der Mitteilungen des Kriegsausschusses der deutschen Industrie.
Von 1919 bis 1934 war Herle Geschäftsführer des Reichsverbandes der Deutschen Industrie in Berlin. Während dieser Zeit begründete er die Kartellstelle des Reichsverbandes, den Rußland-Ausschuss der deutschen Wirtschaft sowie das Ausstellungs- und Messeamt der Industrie. Kastl sah in Herle während dieser Jahre als „Seele der Organisation“ des Reichsverbandes.
Am 9. Januar 1925 wurde in Berlin auf Einladung des Reichsverbands der Deutschen Industrie der Industrie-Pensions-Verein gegründet, mit dem Zweck, seinen Vereinsmitgliedern maßgeschneiderte Kapitalversicherungen auf den Todes- und Erlebensfall, bei Bedarf inklusive Invaliditäts- und Unfallzusatzversicherungen, als Alters- und Hinterbliebenenfürsorge zu vermitteln. Herle wurde in der Gründungsversammlung zum stellvertretenden Vorsitzenden des Verwaltungsrats berufen.
Daneben war er in der Weimarer Republik ehrenamtlicher Leiter des Deutschen Ausstellungs- und Messeamtes sowie Vorstands und Ausschussmitglied zahlreicher wirtschaftlicher und kultureller Organisationen, Vorstandsmitglied des Deutschen Versicherungs-Schutzverbandes.

### Tätigkeiten 1933 bis 1945
Als Geschäftsführer des Reichsstandes der deutschen Industrie gehörte Herle 1933 zu den Gründungsmitgliedern der nationalsozialistischen Akademie für Deutsches Recht Hans Franks.
Der Reichsminister für Volksaufklärung und Propaganda Joseph Goebbels berief Herle 1933 als Mitglied des Verwaltungsrats des neu konstituierten Werberats der deutschen Wirtschaft. Der Werberat war eine Körperschaft des öffentlichen Rechts in der Zeit des Nationalsozialismus und diente der Gleichschaltung der Werbewirtschaft im NS-Staat. Die Eröffnungssitzung des Verwaltungsrats fand am 30. Oktober 1933 im Thronsaal des ehemaligen Ordenspalais in Berlin statt. Zu dieser waren über 50 Verwaltungsratsmitglieder aus Reichsministerien, Wirtschaft, Verbänden und Ausschüssen eingeladen worden. Staatssekretär Walther Funk vom Reichsministerium für Volksaufklärung und Propaganda dankte in seiner Rede insbesondere Herle  für seine Mitarbeit bei der Gründung des Werberats.
Nach der Machtübernahme der Nationalsozialisten wurde Herle im Zuge der Überführung der freien Selbstverwaltung des Unternehmertums in die staatlich gelenkte „Organisation der gewerblichen Wirtschaft“ (1935) aus seiner Stellung beim Reichsstand verdrängt, was auch laut Herrmann auf seine Freundschaft mit Heinrich Brüning zurückzuführen sein dürfte. Schon 1934 schied Herle aus dem Aufsichtsrat der Gerling-Konzern Lebensversicherungs-AG, Köln, aus.
Herle kam stattdessen in der Leitung der Wirtschaftsstelle des Reichsverbandes der deutschen Zeitungsverleger unter.
Ab Mai 1935 wurde Herle in den Veröffentlichungen des Deutschen Reichsanzeigers mehrfach als stellvertretender Aufsichtsratsvorsitzender der Ala Anzeigen AG genannt. Vorsitzender des Aufsichtsrats der Ala war der SS-Obergruppenführer und NSDAP-Reichsleiter für die Presse Max Amann. In der Weimarer Republik waren die Ala und die Annoncen-Expedition Rudolf Mosse die umsatzstärksten Announcenvermittler, die das lukrative Geschäft mit überregionalen Zeitungsanzeigen weitgehend unter sich aufteilten. Die Unternehmen der jüdischen Familie Mosse gerieten in den 1920er Jahren zunehmend in finanzielle Schwierigkeiten und wurden im April 1933 arisiert. Die Ala wurde am 4. Mai 1934 von Alfred Hugenbergs Scherl-Verlag verkauft. Neue offizielle Eigentümer wurden der Franz-Eher-Verlag zu 70 % und der Werberat der deutschen Wirtschaft zu 30 %. Das Aktienkapital der Ala wurde allerdings stellvertretend weitgehend von den von Max Winkler geleiteten Treuhandgesellschaften Cautio Treuhand GmbH und Cura Revisions- und Treuhand GmbH gehalten. In einem Rundbrief wurde den Kunden 1934 mitgeteilt, dass die Ala nun auch die parteiamtliche Werbestelle der NS-Presse sei. Überregionale Anzeigen in NS-Publikationen waren über die Ala aufzugeben.
Herle stellte am 25. Januar 1936 den Antrag auf Aufnahme in die NSDAP. Zum 1. April 1936 wurde Herle in die NSDAP aufgenommen (Mitgliedsnummer 3.759.329). Seit 1933 war Herle Mitglied der Deutschen Arbeitsfront (DAF).
1938 wurde Herle durch die Hauptversammlung in den Aufsichtsrat der Allianz und Stuttgarter Lebensversicherungsbank AG gewählt.

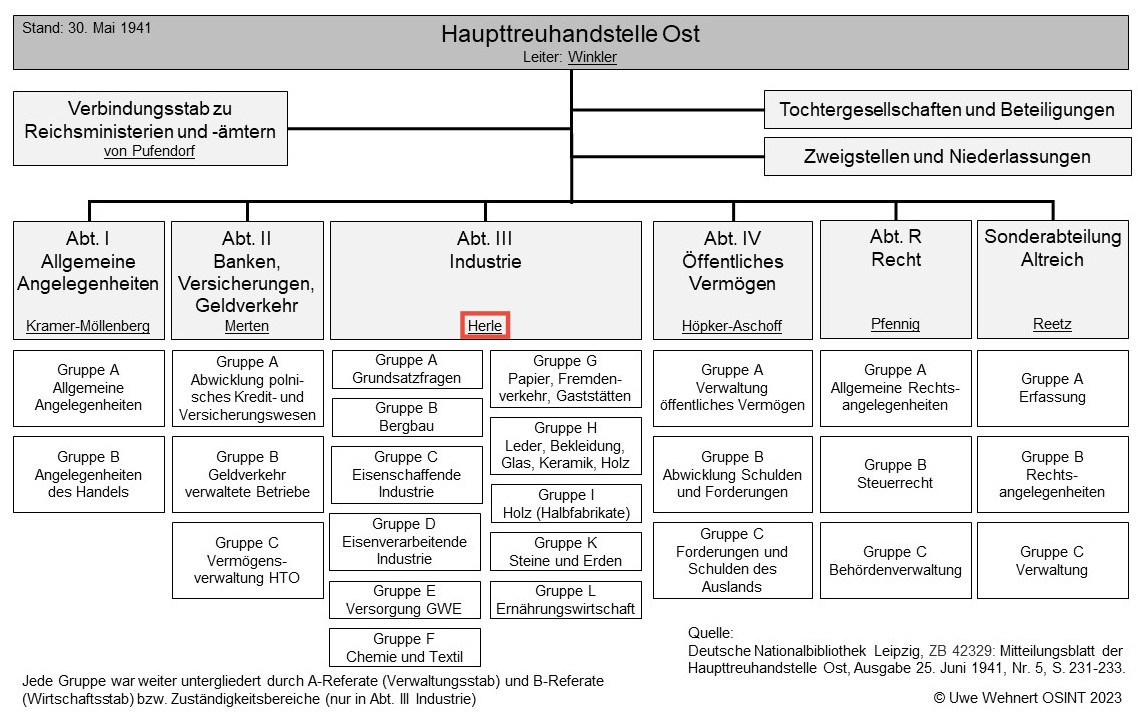
Geschäftsverteilungsplan der Haupttreuhandstelle Ost mit Stand 30. Mai 1941, Position Herle markiert

Im Dezember 1939 übernahm Herle die Leitung der Gruppe IV Industrie bei der Haupttreuhandstelle Ost (HTO). Nach Umstrukturierung war er bei der HTO als Abteilungsleiter III Industrie bis zum 30. Juni 1942 tätig. 1941 stellte der Leiter der HTO Max Winkler fest: »Die eingegliederten Ostgebiete, in denen die HTO ihre Sonderaufgaben durchzuführen hat, umfasst ein Gebiet von nicht weniger als 87.000 qkm [Quadratkilometern, entspricht etwa 27 % der Fläche Polens]. Es sind wichtige Erzeugungsgebiete der Landwirtschaft, aber auch Gebiete einer leistungsfähigen und zukunftsreichen Industrie. Dieser neue Osten darf künftig nicht mehr wie bisher von einer Mischbevölkerung bewohnt werden. Seine rein deutsche Besiedelung muss sichergestellt werden. Dafür leistet die HTO entscheidende wirtschaftliche Vorarbeit.«
Die Historiker Werner Röhr und Ingo Loose beschrieben die Funktion der HTO als eine »staatliche Regulierungsinstanz für konkurrierende Beuteansprüche«, »die für eine der größten Raubaktionen verantwortlich zeichnete, die die Nationalsozialisten im besetzten Europa überhaupt übernahmen«. Herles Tätigkeit ist nach heutigen Maßstäben als (Beihilfe zu) Kriegsverbrechen nach Artikel 8 Abs. 2 a Nr. iv (Aneignung von Eigentum in großem Ausmaß) oder Artikel 8 Abs. 2 b Nr. viii (Beschlagnahme feindlichen Eigentums) der Legaldefinition in Artikel 8 Abs. 2 Römischen Statuts des Internationalen Strafgerichtshofs anzusehen.
1941 wurde Herle Mitglied der nach ihrem Leiter Hugo Klein benannten „Klein-Kommission“, einer vom Reichswirtschaftsminister eingesetzten dreizehnköpfigen Kommission zur Erstellung von Gutachten über die „Verteilung“ (im Sinne von Plünderung) der Eisen- und Stahlindustrie in Frankreich, Belgien und Luxemburg an deutsche Interessenten.
1942 wurde Herle Vorstandsmitglied der Köln-Rottweil AG und der WASAG sowie 1943 der WASAG Chemie AG. In allen Werken der WASAG und ihrer Tochterunternehmen wurden bis 1945 in zunehmender Zahl Zwangsarbeitende (Ostarbeiter und Ostarbeiterinnen, Kriegsgefangene, Häftlinge und Juden) in der Produktion von Sprengstoff und Munition eingesetzt. Der Deutschen Sprengchemie GmbH (DSC), einem hundertprozentigen Tochterunternehmen der WASAG, oblag die Betriebsführung der Munitions- und Sprengstoffwerke an den Standorten Klietz, Moschwig, Torgelow, Geretsried, Oderberg, Waldkraiburg, Forst/Scheuno und Dreetz mit insgesamt etwa 22.700 Beschäftigten. Am Standort Moschwig arbeiteten beispielsweise 1944/1945 2.181 Zwangsarbeitende bei insgesamt etwa 3600 Beschäftigten.
Für den Standort der Pulver- und Sprengstoff-Fabrik Pionki GmbH im Bezirk Radom/Generalgouvernement wird über etwa 5.000 Beschäftigte (1943) und über 3000 jüdische Häftlinge Ende Juli 1944 berichtet. Im Juli 1944 wurde die Produktion in Pionki wegen des sich nähernden Frontverlaufs eingestellt. Viele Häftlinge wurden am 29. Juli 1944 nach Auschwitz deportiert. Sie kamen dort am 31. Juli 1944 an. 817 jüdische Frauen und 1.147 Männer wurden als Häftlinge registriert, die anderen wurden vergast. Auch am Standort Pionki starben Zwangsarbeitende. In der Niederschrift der Gesellschafterversammlung der Pulver- und Sprengstoff-Fabrik Pionki GmbH vom 9. Dezember 1942 werden als Gesellschafter die WASAG und die Gesellschaft für chemische Forschung und Verwaltung mbH, beide mit Sitz in Berlin, genannt. In dieser Sitzung wurden die Herren Ministerialdirigent Max Zeidelhack und Regierungsbaurat Otto Seydel lt. Schreiben der Verwertungsgesellschaft für Montanindustrie GmbH vom 27. November 1942 sowie Otto Sarrazin, Fritz Fraunberger und Jacob Herle, zugleich Vorstandsmitglieder der WASAG, zu Aufsichtsratsmitgliedern der Pulver- und Sprengstoff-Fabrik Pionki GmbH bestimmt. Geschäftsführer am Standort Pionki waren Karl Hadorff, zugleich Geschäftsführer des Betriebsführers DSC, und Franz Brandt. In einem Vorermittlungsverfahren der Staatsanwaltschaft Hamburg gegen Franz Brandt und andere wegen Mord an Juden in der Pulver- und Sprengstoff-Fabrik und dem zugehörigen Arbeitslager in Pionki in den Jahren 1941-1944 durch Mitarbeiter der Werksleitung und des Werkschutzes sowe das Wachpersonal des Zwangsarbeiterlagers ergaben die Zeugenvernehmungen zahlreiche Hinweise auf erschreckende Ereignisse. Nicht der Geschäftsführer Brandt, aber einige seiner Mitarbeiter hatten sich in einzelnen Fällen über Jahre an der Misshandlung und Tötung jüdischer Häftlinge beteiligt. Die Identität und der aktuelle Aufenthaltsort der Täter konnte durch die Vorermittlungen ab 1978 nicht mehr aufgedeckt werden. Die beiden Geschäftsführer Hadorff und Brandt waren schon 1954 gestorben.
Nachforschungen durch den Leiter des Rottweiler Stadtarchivs Gerald Mager ergaben auch bei den Pulverfabriken Köln-Rottweil AG den Einsatz von Zwangsarbeitern unterschiedlicher Nationalitäten. Am 2. Dezember 1942 arbeiteten 243 russische Zwangsarbeiter in der Produktion des Werkes Rottweil. Auch Fremdarbeiter und Kriegsgefangene wurden in der Produktion eingesetzt. Zum Kriegsende hin soll die Produktion zu 98 % mit ausländischen Arbeitskräften aufrechterhalten worden sein.

### Inhaftierung 1945 und Aburteilung 1950
Am 7. Mai 1945 um 15 Uhr wurde Herle während eines Spaziergangs in Berlin-Zehlendorf von einer LKW-Streife der sowjetischen Besatzungsmacht festgenommen. In der Folge war er fast sieben Jahre lang in Posen, Landsberg/Warthe, Buchenwald und ab 10. Februar 1950 in das Zuchthaus Waldheim inhaftiert. Am 11. Mai 1950 wurden Herle die Anklageschrift vom 10. Mai 1950 und die Ladung zur Hauptverhandlung am nächsten Tag zugestellt. Ein Verteidiger wurde Herle nicht beigeordnet. Am 12. Mai 1950 verurteilte die 3. Große Strafkammer des Landgerichts Chemnitz Herle in einem der Waldheimer Prozesse zu 10 Jahren Zuchthaus und zum Einzug seines Vermögens. Der Angeklagte Herle und ein ihm auf Beschluss des Oberlandesgerichts Dresden beigeordneter Rechtsanwalt legten umgehend Revision ein, die mit Beschluss des Oberlandesgerichts Dresden vom 31. Mai 1950 abgewiesen wurde. Herle wurde am 15. Januar 1952 aus der Strafvollzugsanstalt Waldheim entlassen und durfte nach Westdeutschland ausreisen.
Die Verurteilung von Herle genügte in vielfacher Hinsicht nicht den rechtsstaatlichen Grundsätzen an einen Strafprozess. Verurteilt wurde Herle ausschließlich aufgrund eigener Angaben über seine Tätigkeit als Vorstand bei der WASAG. Seine Tätigkeit als Abteilungsleiter der Haupttreuhandstelle Ost wurde von der Deutschen Volkspolizei nicht ermittelt. Wäre diese bekanntgeworden, hätte ihm das Todesurteil gedroht. 1954 erklärte das Kammergericht Berlin alle Waldheim-Urteile für nichtig.

### Tätigkeit ab 1952
Nach seiner Rückkehr nach Westdeutschland wurde Herle zunächst in den Geschäftsführenden Ausschuss der Wasag-Chemie AG aufgenommen. Im Jahr 1953 wurde er Mitglied des Aufsichtsrates dieser Firma und 1955 dessen Ehrenvorsitzender.
Herle war Aufsichtsratsmitglied bei sechs weiteren Industrieunternehmen und Versicherungen (Aufsichtsrat: Kronprinz AG, Solingen-Ohligs, Guanowerke AG, Hamburg, Allianz Lebensversicherungs-AG, Stuttgart, Kupferberg & Co., Mainz und Leonhard Monheim AG, Aachen; Stellvertretender Vorsitzender des Aufsichtsrats: Concordia Bergbau-AG, Oberhausen). Er war Beirat der Rhein-Ruhr Bank, Düsseldorf, Vorsitzender des Verwaltungsrats des Industrie-Pensions-Verein e. V., Varel, Vorstand des „Internationalen Rates für Jugendaufstieg und Selbsthilfe“ und dessen Rechtsnachfolgerin Carl-Duisberg-Gesellschaft sowie Kuratoriumsmitglied des Deutschen Industrieinstituts.

## Ehrungen
Herle wurde dem Bundespräsidenten mit der Vorschlagsliste Nr. 401 des Landes Nordrhein-Westfalen vom 2. Juli 1955 für die Verleihung des Großen Verdienstkreuzes des Verdienstordens der Bundesrepublik Deutschland vorgeschlagen. Fritz Berg, Präsident des Bundesverbandes der Deutschen Industrie, hatte die Ordensverleihung am 31. März 1955 angeregt. Der FDP-Bundestagsabgeordnete Martin Blank befürwortete den Vorschlag. Der Orden wurde Herle am 20. Juli 1955 von Bundesminister für Wirtschaft Ludwig Erhard überreicht. In dem Schreiben von Berg und der Vorschlagsbegründung der Ordenskanzlei des Landes Nordrhein-Westfalen wurden die NSDAP-Mitgliedschaft seit 1936 und die Tätigkeiten bei der Haupttreuhandstelle 1939–1942, der WASAG und der Köln-Rottweil AG ab 1942 nicht erwähnt. Offensichtlich hatte die Prüfung, falls eine solche überhaupt stattgefunden hat, keine Hinweise ergeben. Als Kriegsverbrecher enttarnt wurde Herle erst 2022 nach tiefergehenden Nachforschungen zu den bei der Haupttreuhandstelle Ost beschäftigten Personen für die Biografie über Wilhelm zur Nieden, einem Verschwörer des 20. Juli 1944.

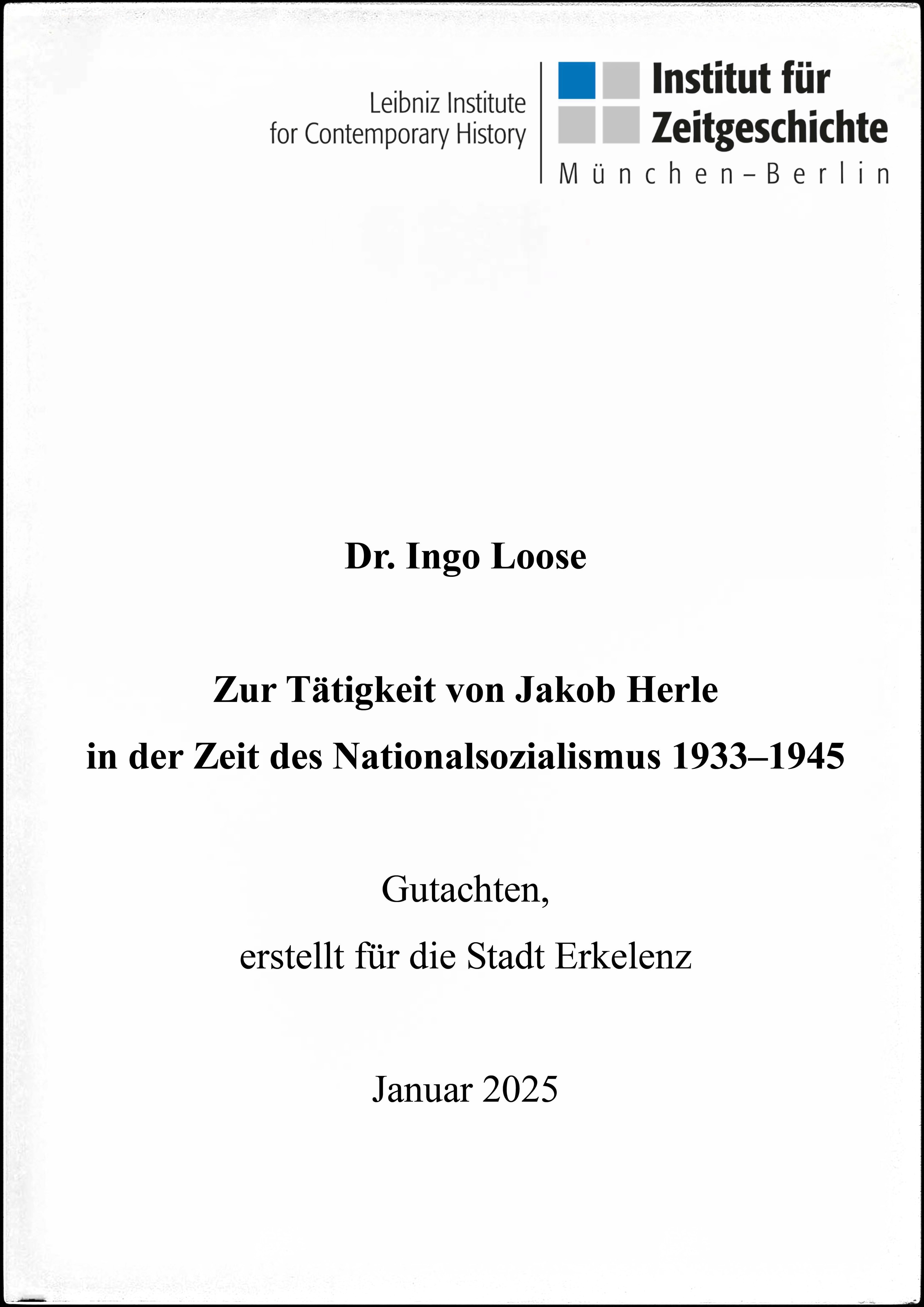
Gutachten IfZ zu Herle

Herle wurde Anfang 1956 Ehrenbürger von Erkelenz. Im Gutachten des Instituts für Zeitgeschichte, München-Berlin, Dr. Ingo Loose, welches im Auftrag der Stadt Erkelenz zur Bewertung der Tätigkeit von Jakob Herle
in der Zeit des Nationalsozialismus 1933–1945, beauftragt wurde, heißt es als Empfehlung:"Obwohl dies [Liste der Ehrenbürger] formal korrekt sein mag, etwa weil es – vergleichbar mit dem Bundesverdienstkreuz – keine Regularien gibt, einer Person posthum diese Ehre wieder abzuerkennen, wäre zu überlegen, ob man nicht in geeigneter Form diesen Konflikt zwischen Verwaltungsrecht bzw. -praxis und historischem Erinnern und Lernen ausräumt, indem man problematische Personen wie Hitler, aber nicht zuletzt auch Herle, zumindest für die Stadtöffentlichkeit sichtbar aus dieser Liste ausschließt oder durch entsprechende Informationen ergänzt, die verdeutlichen, dass diese Liste nicht für die Ewigkeit gemacht ist, sondern offen ist für Neubewertungen, sofern diese als notwendig erachtet werden." Das Verfahren ist noch nicht abgeschlossen. 
Eine Straße in Erkelenz wurde zur Erinnerung an ihn am 1. März 1969 als „Dr.-Jakob-Herle-Straße“ benannt. Die Benennung der Straße wird geändert. Der Hauptausschuss des Rates der Stadt Erkenz hat hierzu in öffentlicher Sitzung am 20. Februar 2025 einstimmig beschlossen: "Die Dr.-Jakob-Herle-Straße wird umbenannt. Der Bezirksausschuss Erkelenz-Mitte soll einen Namensvorschlag machen."
Ihm wurde ein Ehrengrab auf dem Erkelenzer Zentralfriedhof gewidmet. Das Ehrengrab existiert nicht mehr.

## Familie
Herle war seit dem 19. Juni 1916 mit Clara Rudolfina Elisabeth Wagener (* 3. Oktober 1890 in Amsterdam) verheiratet. In zweiter Ehe war er seit 11. April 1923 mit Maria Warlimont (* 1895), der Tochter des Kaufmanns Joseph Warlimont (1853–1927) aus Erkelenz, verheiratet, mit der er zwei Söhne und eine Tochter hatte.

## Schriften
- Die Tarifgemeinschaften in der deutschen Buchbinderei. 1910.
- Aufgaben und Tätigkeit des Reichsverbandes der Deutschen Industrie. Reichsverband der Deutschen Industrie, Berlin 1924.
- Aufgaben und Tätigkeit der Kartelle in der Gegenwart. Reichsverband der Deutschen Industrie, Berlin 1925.
- Die Stellung des Verbandsgeschäftsführers in der Wirtschaft. Reimar Hobbing, Berlin 1926.
- Neue Beiträge zum Kartellproblem. Reimar Hobbing, Berlin 1929.
- Wirtschaftsgestaltung als geistiges und kulturelles Problem. Quelle & Meyer, Leipzig 1930.
- Carl Duisberg, ein deutscher Industrieller. Dux-Verlag, Berlin 1931. (mit Heinrich Gattineau)
- Zur Neuordnung der gewerblichen Wirtschaft. In: Die nationale Wirtschaft. 2. Jg., Heft 6, 5. Juni 1934, S. 201–203.
- Der Weg zum Reichsverband der Deutschen Industrie. Deutsche Industrieverlags-Gesellschaft, Köln 1956.